# Tipos de empresas
Há muitos tipos de empresas definidas nos sistemas legais de vários países. Esses tipos incluem corporações, sociedade, empresa individual e outros tipos especializados de organização.
Deve ser lembrado, contudo, que as regulamentações que governam os determinados tipos da entidade, até os descritos como rudemente equivalente, podem diferenciar-se a uma extensão maior ou menor entre países.
Dependendo de que tipo da entidade de negócios você seleciona também influirá na estrutura legal.

## Brasil
- Sociedade limitada — tem por objeto o exercício de atividade própria de empresário sujeito ao registro, independentemente de seu objeto, devendo inscrever-se na Junta Comercial do respectivo Estado. (CC art. 982 e parágrafo único). Isto é sociedade empresária é aquela onde se exerce profissionalmente atividade econômica organizada para a produção ou circulação de bens ou de serviços, constituindo elemento de empresa. Desta forma, podemos dizer que sociedade empresária é a reunião de dois empresários ou mais, para a exploração, em conjunto, de atividade(s) econômica(s). Os sócios respondem de forma limitada ao capital social da empresa, pelas dívidas contraídas no exercício da sua atividade perante os seus credores.[3]
- Empresário Individual — nada mais é do que aquele que exerce em nome próprio, atividade empresarial. Trata-se de uma empresa que é titulada apenas por uma só pessoa física, que integraliza bens próprios à exploração do seu negócio. Um empresário em nome individual atua sem separação jurídica entre os seus bens pessoais e os seus negócios, ou seja, não vigora o princípio da separação do patrimônio. O proprietário responde de forma ilimitada pelas dívidas contraídas no exercício da sua atividade perante os seus credores, com todos os bens pessoais que integram o seu patrimônio (casas, automóveis, terrenos etc.) e os do seu cônjuge (se for casado num regime de comunhão de bens). O inverso também acontece, ou seja, o patrimônio integralizado para a exploração da atividade comercial também responde pelas dívidas pessoais do empresário e do cônjuge. A responsabilidade é, portanto, ilimitada nos dois sentidos. A empresa (nome comercial) deve ser composta pelo nome civil do proprietário, completo ou abreviado, podendo aditar-lhe um outro nome pelo qual seja conhecido no meio empresarial e/ou a referência à atividade da empresa. Se tiver adquirido a empresa por sucessão, poderá acrescentar a expressão "Sucessor de" ou "Herdeiro de".
- Empresa Individual de Responsabilidade Limitada (EIRELI) — era aquela constituída por uma única pessoa titular da totalidade do capital social, devidamente integralizado, que não poderia ser inferior a 100 (cem) vezes o maior salário mínimo vigente no País. O titular não responderia com seus bens pessoais pelas dívidas da empresa. A pessoa natural que constituísse empresa individual de responsabilidade limitada somente poderia figurar em uma única empresa dessa modalidade. Ao nome empresarial deveria ser incluído a expressão "EIRELI" após a firma ou a denominação social da empresa individual de responsabilidade limitada. A EIRELI também poderia resultar da concentração das quotas de outra modalidade societária num único sócio, independentemente das razões que motivassem tal concentração. A Empresa individual de responsabilidade limitada era regulada, no que coubesse, pelas normas aplicáveis às sociedades limitadas. Com a Lei 14.195/21, foi extinta. [4]
- Microempreendedor individual — é a pessoa que trabalha por conta própria e que se legaliza. É aquele que fatura até 60 mil reais por ano, não participa em outra empresa como sócio ou titular e poderá ter apenas um empregado contratado que receba o salário mínimo ou o piso da categoria. A Lei Complementar n.º 128, de 19/12/2008, criou condições especiais para que o trabalhador conhecido como informal, possa se tornar um Empreendedor Individual legalizado. Entre as vantagens oferecidas por essa lei, está o registro no Cadastro Nacional de Pessoas Jurídicas (CNPJ), o que facilitará a abertura de conta bancária, o pedido de empréstimos e a emissão de notas fiscais. Além disso, o Microempreendedor Individual será enquadrado no Simples Nacional. Pagará apenas o valor x mensal de 5% do salário mínimo vigente + um real de ICMS (comércio ou indústria) ou 5% salário mínimo vigente + cinco reais de ISS (prestação de serviços). Com essas contribuições, o Microempreendedor Individual terá acesso a benefícios como auxílio-maternidade, auxílio-doença, aposentadoria por idade e invalidez, auxilio reclusão e pensão por morte. Poderá contratar 1 empregado, emitir notas fiscais à pessoa jurídica, dentre outros benefícios.
- Sociedade limitada unipessoal (SLU)ː Criada por meio da Lei 13.874/2019, é uma modalidade de empresa limitada composta por um único proprietário, mantendo a proteção ao patrimônio do sócio e sem a exigência de capital social mínimo. Permite adesão ao Simples Nacional, Deve ser acrescentada a palavra “Limitada” ou “Ltda.” ao final do nome empresarial. [5]
- Sociedade empresária — é aquela onde a atividade econômica organizada é exercida de forma profissional constituindo elemento de empresa.[carece de fontes?]
- Sociedade anônima — tem seu capital distribuído em ações e a responsabilidade de cada sócio, ou acionista, é correspondente a quantidade e valor das ações que ele possui.[carece de fontes?]
- Sociedade em comandita simples — tipo de sociedade onde, ao lado dos sócios de responsabilidade ilimitada e solidária, existem aqueles que entram apenas com o capital, não participando da gestão do negócio, tendo, portanto, sua responsabilidade restringida ao capital subscrito.[carece de fontes?]
- Sociedade em comandita por ações — são regidas pelas normas das sociedades anônimas porque tem seu capital dividido em ações.[carece de fontes?]
- Sociedade simples — é aquela formada por pessoas que exercem profissão de natureza intelectual, científica, artística ou literária, mesmo sem contar com colaboradores.[carece de fontes?]
- Sem fins lucrativos — organizações onde toda a receita é revertida para as atividades que mantém.[carece de fontes?]
- Sociedade em nome coletivo — constituída apenas por pessoas físicas que respondem ilimitada e solidariamente pelas obrigações da sociedade.[carece de fontes?]